# Demografía de Florencia (Caquetá)
La ciudad de Florencia, es la capital y municipio más poblado del departamento colombiano de Caquetá, con 179 233 habitantes según los resultados del censo de 2024 del Departamento Administrativo Nacional de Estadísticas (DANE).

## Caracterización
Según cifras del DANE, en el año 2005 Florencia contaba con una población de 137 896 personas, con una densidad de aproximadamente 68,7 habitantes por kilómetro cuadrado, concentrando el 34,2% de la población del departamento de Caquetá. Del total, 120 403 personas vivían en la cabecera municipal y 17 493 en el área rural. El 49,7% correspondían a hombres y el 50,3% a mujeres. 
En el municipio se presentaba una tasa de analfabetismo del 8,7% en la población mayor de 5 años de edad. El 38,3% de la población contaba con educación básica primaria, el 19,6% con básica secundaria y el 9,5% contaba con educación superior. En cuanto al estado civil de la población florenciana, el 27,7% se encontraba en unión libre, el 4,7% era separada o divorciada, el 44,7% era soltera y el 19,2% estaba casada. Alrededor de un 26,85% de los habitantes de Florencia presentaba algún nivel de necesidades básicas insatisfechas.
Del análisis de su pirámide de población se deduce que la población menor de 20 años es el 44,87% del total, la comprendida entre 20 y 39 años corresponde al 30,96%, la población entre 40 y 59 años es el 17,07% y los mayores de 60 años representan el 7,11% del total. Esta estructura de la población es típica de la etapa de comienzo de transición demográfica propia de países en vías de desarrollo, con bajos niveles en la tasa de mortalidad, una tasa de natalidad alta y un alto crecimiento vegetativo.

### Etnografía
Desde el punto de vista etnográfico, los habitantes de Florencia son el producto del mestizaje entre una diversidad cultural de poblaciones indígenas, andinas, de los litorales y los llanos orientales, que se encuentra en un proceso de formación de identidad propia.
Según las cifras del DANE sobre el censo 2005, la composición etnográfica del municipio es:
- Mestizos & blancos: 95.9%
- Afrocolombianos: 3,3%
- Indígenas (de las etnias Coreguaje y Emberá-Katío principalmente): 0,8%

## Dinámica poblacional
Desde la segunda mitad del siglo XX, la población de Florencia ha crecido a una tasa compuesta promedio del 3,22% anual, desde el censo de 1951 hasta 2005. El período de mayor crecimiento se presentó entre los censos de 1964 y 1973, cuando el número de habitantes aumentó en promedio a tasa compuesta del 5,45% anual. En el período comprendido entre los censos de 1993 y 2005, la tasa de crecimiento se ubicó en el 3,04% anual. Este comportamiento se explica por la dinámica colonizadora a la que ha estado expuesta la región, afectada primero por la fiebre de la quina y el caucho; luego por la «colonización dirigida» fomentada por el extinto INCORA y finalmente por la bonanza de la coca de los años 80. Según el censo DANE 2005, el 41,3% de la población florenciana nació en otro lugar.
| \| Evolución demográfica de Florencia desde la segunda mitad del siglo XX \| \| ---------------------------------------------------------------------- \| \| \| \| Gráfica elaborada por: Wikipedia con base en los datos del DANE. \| |
| Evolución demográfica de Florencia desde la segunda mitad del siglo XX |
| |
| Gráfica elaborada por: Wikipedia con base en los datos del DANE. |

## Vivienda y hogares

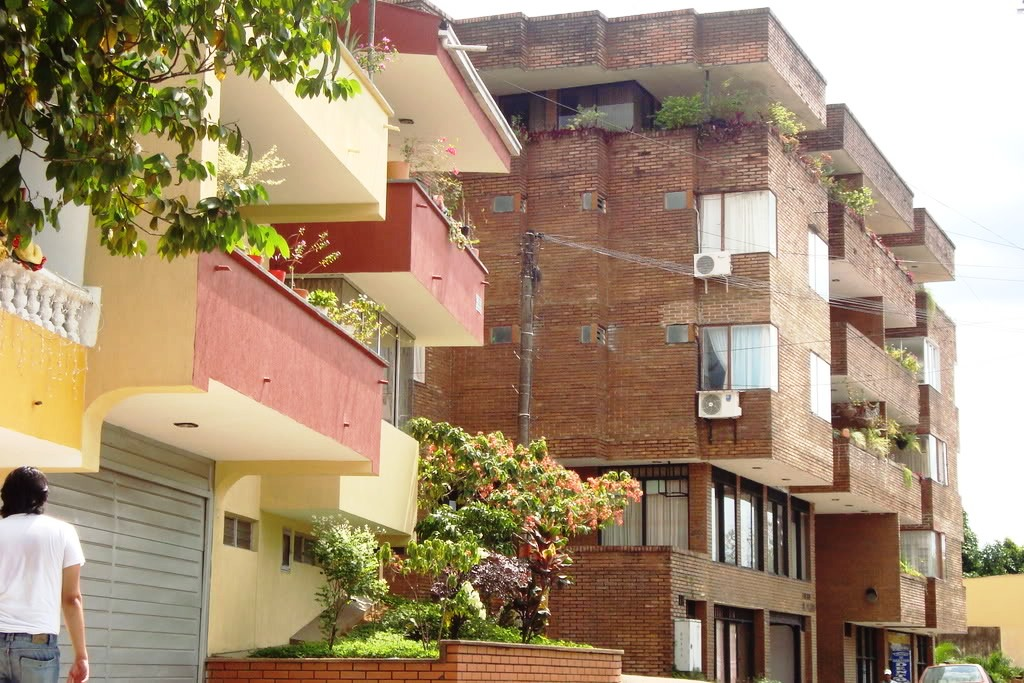
Zona residencial del barrio El Prado.

Durante el censo de 2005 fueron registradas en Florencia un total de 31 587 unidades de vivienda, de las cuales el 13,4% pertenecían al área rural y el 86,6% al área urbana, con una densidad de 23,35 viviendas por hectárea y un promedio de 4,4 habitantes por vivienda; el 87,6 % del total correspondía a casas, el 9,6 % a apartamentos y el 2,9 % a habitaciones u otro tipo de viviendas. Según datos del Plan de Desarrollo Municipal, para 2008 existía un déficit de 4830 viviendas nuevas, debido a la llegada de población en situación de desplazamiento proveniente de los otros municipios del departamento, así como la ubicación de viviendas en zonas de riesgo.
Del total de viviendas, el 93,5% contaba con servicio de energía eléctrica, mientras que un 87,3% tenía servicio de acueducto, un 74,4%, servicio de alcantarillado y un 44,9%, servicio de telefonía fija. El servicio de gas natural domiciliario fue introducido en 2009. En el municipio de Florencia, según la estratificación socioeconómica utilizada para el cobro de tarifas de servicios públicos, el 49% de las viviendas se encuentran en el estrato 1; el 32,85% en el 2; el 8,65% en el 3; el 2% en el 4; el 1% en el sector oficial y el 6,5% en el comercial.
Aproximadamente el 66,0% de los hogares de Florencia en 2005 contaba con cuatro o menos integrantes. De acuerdo con el censo del mismo año, el 6,9% de los hogares florencianos ejecutaba alguna actividad económica dentro de su vivienda. Por otro lado, el 0,7% de los hogares contaba con alguno de sus miembros residiendo de manera permanente en el exterior. Del total de personas de estos hogares, el 23,8% estaba en España, el 17,6% en Estados Unidos y el 16,1% en Ecuador. DASH.